# Hugh Foot (baron Caradon)
Hugh Mackintosh Foot (8 octobre 1907 - 5 septembre 1990) est un administrateur colonial britannique et diplomate qui a dirigé les colonies britanniques vers leur indépendance. Il a été le représentant permanent du Royaume-Uni auprès des Nations unies et dernier gouverneur de Chypre britannique.

## Jeunesse et éducation
Hugh Mackintosh Foot est né à Plymouth le 8 octobre 1907. Il fait ses études à la Leighton Park School à Reading, Berkshire et continue à étudier au St John's College, Cambridge, où il obtient un baccalauréat ès arts en 1929. Il est président du Cambridge Union et du Cambridge University Liberal Club. Ses trois frères politiquement actifs, Dingle, John et Michael, font tous leurs études à Oxford et sont tous devenus présidents de l'Oxford Union Society.

## Carrière
La carrière de Hugh Foot dans le service diplomatique est à la fois longue et distinguée. En Palestine mandataire, il est commissaire adjoint de district pour la région de Naplouse. Pendant la Seconde Guerre mondiale il est administrateur militaire britannique de la Cyrénaïque et secrétaire aux colonies de Chypre de 1943 à 1945. Après la guerre, il est secrétaire colonial de la Jamaïque, 1945–47, secrétaire en chef pour le Nigéria, 1947–50 et capitaine général et gouverneur en chef de la Jamaïque en 1951, un poste qu'il occupe jusqu'en 1957.
Il retourne à Chypre en tant que dernier gouverneur colonial et commandant en chef de 1957 à 1960, lorsque Chypre obtient son indépendance. En 1961, il devient ambassadeur britannique auprès du Conseil de sécurité des Nations unies. Après que le Parti travailliste ait remporté les élections générales de 1964, Foot devient ministre d'État aux Affaires étrangères et Représentant permanent du Royaume-Uni auprès des Nations unies de 1964 à 1970. Au cours de son mandat de représentant permanent, il est admis au Conseil privé lors des honneurs du Nouvel An de 1968. Après sa retraite, il devient chercheur invité à l'Université Harvard et à l'Université de Princeton.
En 1964, Foot reçoit une pairie à vie avec le titre de baron Caradon, de St Cleer dans le comté de Cornouailles, le titre faisant référence à Caradon Hill sur Bodmin Moor, non loin du château de Trematon, qui est sa maison de campagne. En plaisantant, il prétend être heureux d’être débarrassé du nom de famille «Foot». Il est un franc-maçon actif.
Il est nommé Officier de l'Ordre de l'Empire britannique (OBE) dans les honneurs du Nouvel An 1939 et Compagnon de l'Ordre de Saint-Michel et Saint-Georges (CMG) dans les honneurs d'anniversaire de 1946. Il est Chevalier Commandeur de l'Ordre de Saint-Michel et Saint-Georges (KCMG) dans les honneurs du Nouvel An 1951 et Chevalier Commandeur de l'Ordre royal de Victoria (KCVO) le 27 novembre 1953. Dans les honneurs d'anniversaire de 1957, il est fait Chevalier Grand-Croix de l'Ordre de Saint-Michel et Saint-Georges (GCMG).

## Famille
Il est l'un des quatre fils du député libéral Isaac Foot, ses trois frères étant le politicien Sir Dingle Foot, le pair à vie John Foot (baron Foot) et le journaliste et chef du Parti travailliste Michael Foot. « Nous étions fiers d'être des non-conformistes et des têtes rondes », écrit Caradon à propos de sa famille, « Oliver Cromwell est notre héros et John Milton notre poète ».
Foot épouse Florence Sylvia Tod en 1936. Elle est décédée avant lui en 1985. Ils ont trois fils et une fille ensemble :
- Paul Mackintosh Foot (8 novembre 1937 - 18 juillet 2004), journaliste.
- Sarah Dingle Foot (24 septembre 1939-28 février 2015), également journaliste[5]
- Oliver Foot (en) (19 septembre 1946 - 6 février 2008), un travailleur caritatif qui dirige le projet Orbis International[6]
- Benjamin Arthur Foot (né le 19 août 1949)

Foot est décédé à Plymouth, à l'âge de 82 ans, le 5 septembre 1990.